# Огуаши Уку
Огуаши Уку (на игбо: Ogwashi Ukwu) е град в южна Нигерия, административен център на зоната на местно управление Аниоча-юг в щата Делта. Населението му е около 26 000 души.
Разположен е на 201 метра надморска височина в долината на река Нигер, на 25 километра западно от Онича и на 100 километра източно от град Бенин. Жителите му са главно от етническата груба игбо.

## Известни личности
Родени в Огуаши Уку
- Нгози Оконджо-Иуеала (р. 1954), икономистка